# Токтаров, Рамазан Аипович
Рамазан Аипович Тохтаров (Токтаров) (13 сентября 1935, Павлодар, Казахская ССР, СССР — 12 декабря 2000, Алма-Ата, Казахстан) — советский казахский писатель, журналист. Лауреат Государственной премии Республики Казахстан в области литературы и искусства за роман «Феномен Абая» (2000).

## Биография
Родился в 1935 году в Павлодаре. Происходит из рода канжыгали племени аргын.
Окончил Алма-Атинский институт иностранных языков, факультет французского языка (1957), и высшие курсы Московского литературного института.
Начинал работать в Павлодарской областной газеты «Кзыл-Ту», в 1960-х годах — завотделом физкультуры и спорта газеты «Лениншил жас», заведующий отделом литературы и искусства журнала «Культура и быт», в 1966—1976 годах — старший редактор издательства «Жазушы»,
В 1976—1983 годах — член правления Союза писателей Казахской ССР, заведующий секцией казахской прозы.
С 1989 года и до выхода на пенсию — заместитель главного редактора литературно-художественного журнала «Жулдыз».
Умер 12 декабря 2000 года в г. Алма-Ата.

## Творчество
Первый сборник рассказов и повестей «Ертіс перзенті» («Питомцы Иртыша») вышел в 1962 году. Следом была издана книжка для детей «Мальчик с целины» (1963).
В 1965 году вышел первый роман писателя «Счастье», о проблеме взаимоотношений между старым и новым поколением в семье.
В 1968—1969 годы вышли две книги дилогии «Ертіс мухитка куяды» («Иртыш впадает в океан»).
В 1971 году издан сборник повестей и рассказов «Северное сияние».
Затем последовало издание романов: «Приметы тулпара» («Туллардың сыны», 1975), «Форма Земли» (1979).
Как отмечалось на Съезде Писателей СССР 1978 года, занял место среди молодых казахских писателей завоевавших признание и уважение казахских читателей Но в то же время критик М. Каратаев Токтарова назвал среди тех молодых авторов, «которые, смею сказать, без достаточной подготовки взялись за романы», назвав слабым его роман «Счастье».
В 1980-е годы вышли романы «Ғасыр наны» (1983) и «Сусамыр» (1985).
Последним произведением писателя стал изданный в 1999 году роман «Абайдын жумбағы» («Тайна Абая»), за который Тохтаров был удостоен Государственной премии Республики Казахстан.
Также является автором множества очерков, литературных критических статей, эссе.

### Издания на русском языке
- Тайна меченой замши : Роман / Рамазан Токтаров. — Алма-Ата : Жазушы, 1990. — 606,[1] с.; 21 см; ISBN 5-605-00569-3 (В пер.) : 2 р. 50 к.
- Хлеб века : Роман / Рамазан Токтаров. — Алма-Ата : Жазушы, 1983. — 462 с.; 20 см. — (Б-ка каз. прозы).; ISBN В пер. (В пер.) : 1 р. 80 к.
- Мужская дружба : Роман / Рамазан Токтаров; [Худож. А. Исмамбетов]. — Алма-Ата : Жазушы, 1985. — 477 с. : ил., 1 л. портр.; 20 см; ISBN В пер.
- Степные волки : Роман / Рамазан Токтаров; Авториз. пер. с каз. Ю. Чичева. — М. : Сов. писатель, 1986. — 430,[2] с. : портр.; 21 см; ISBN (В пер.)
- Иртыш впадает в океан [Текст] : Роман / Авториз. пер. с каз. Ю. Герта; [Ил.: П. Дусенко]. — Алма-Ата : Жазушы, 1972. — 359 с. : ил.; 21 см.

Также в переводе рассказы писателя печатались в журналах, например:
- Токтаров Рамазан. Повесть о тундре /Авториз. пер. с каз. Ю. Рожицына. — Журнал «Простор», 1984, № 4

## Награды и звания
- 1994 — Лауреат Международной литературной премии «Алаш»
- В 2000 году Рамазану Токтарову за роман «Феномен Абая» (каз. Абайдың жұмбағы) правительством Казахстана была посмертно присуждена Государственная премия Республики Казахстан в области литературы, искусства и архитектуры.[4]

## Память
На Доме печати в Павлодаре в 2002 году была установлена мемориальная доска.